# حسن بن جعفر کاشف‌الغطا
شیخ حسن بن جعفر کاشف‌الغطاء (زاده ۱۲۰۱ قمری در نجف) از فقهای امامیه و فرزند کوچک شیخ جعفر کبیر (شیخ جفعر کاشف‌الغطاء) بود که قبل از بیست سالگی به درجه اجتهاد رسید. او مؤلف کتاب انوار الفقاهه است.